# 惠山寺经幢
31°34′55″N 120°16′01″E / 31.58204°N 120.26704°E
惠山寺经幢，位于中华人民共和国江苏省无锡市惠山区的惠山寺景区，是全国重点文物保护单位。

## 沿革
无锡惠山寺“古华山门”内有两座石经幢，右为唐造陀罗尼经幢，左为宋普利院大白伞盖神咒幢。其中陀罗尼经幢为唐朝乾符三年（876年）建造，上面有白鹿山人李端符书，总高523米，下有基座二层。底层为八边形须弥座，下有云水纹，中间束腰镌角柱体，刻有“佛顶尊胜陀罗尼经”并序书，每面9行、行59宇。而普利陀大白伞盖神咒幢为宋熙宁三年（1070年），幢身刻四个狮头，枋唐幢建造，其形式大小基本相同。由于幢基破损严重，1998年11月，南京博物院文物保护技术研究所负责全面修复，将两幢埋于地下的三层升高至地面上，并采取扶正、补缺及防风化措施，重新恢复经幢原貌。2006年5月25日，中华人民共和国国务院认定其为全国重点文物保护单位。

## 图库

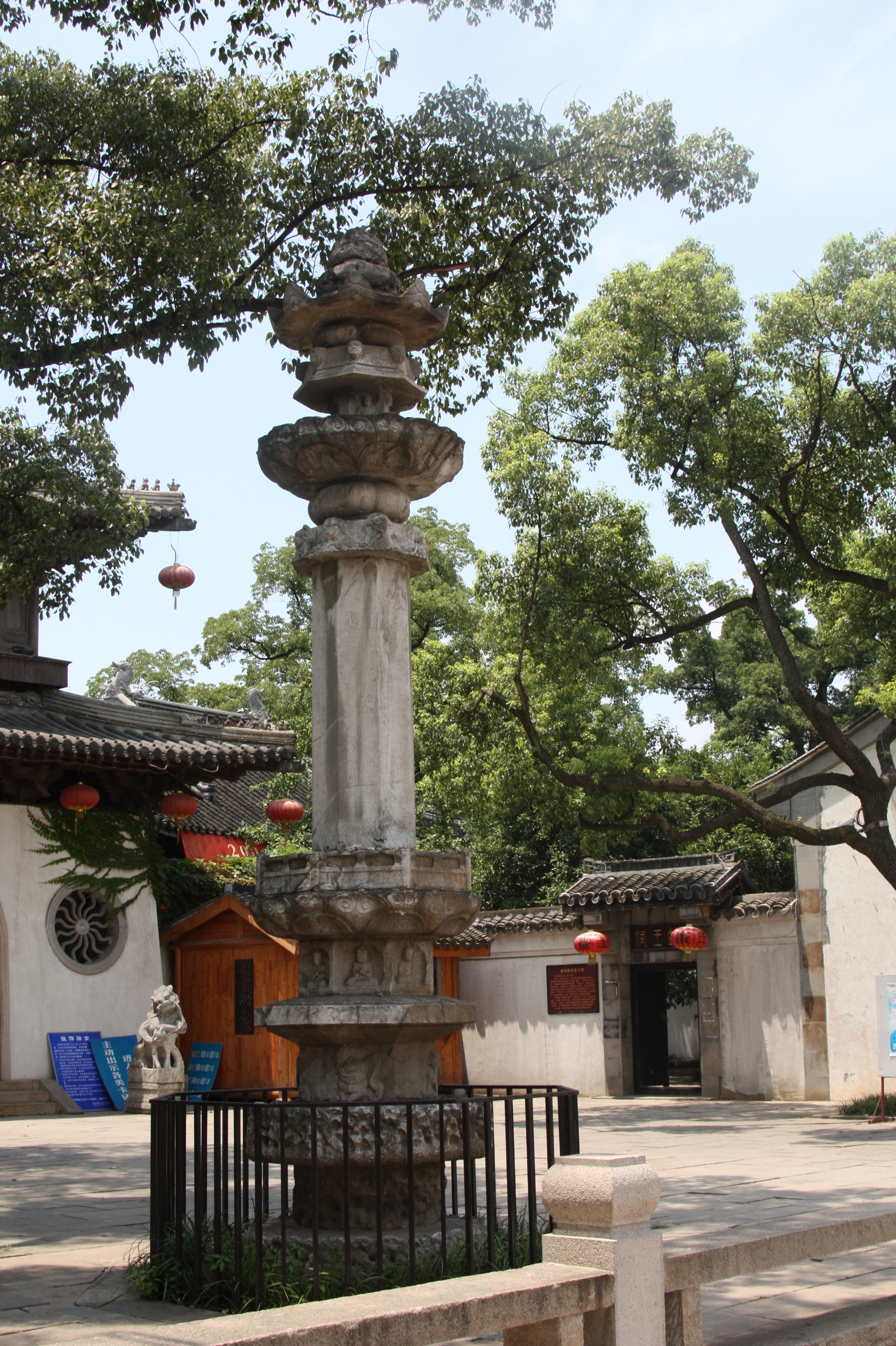
惠山寺石经幢
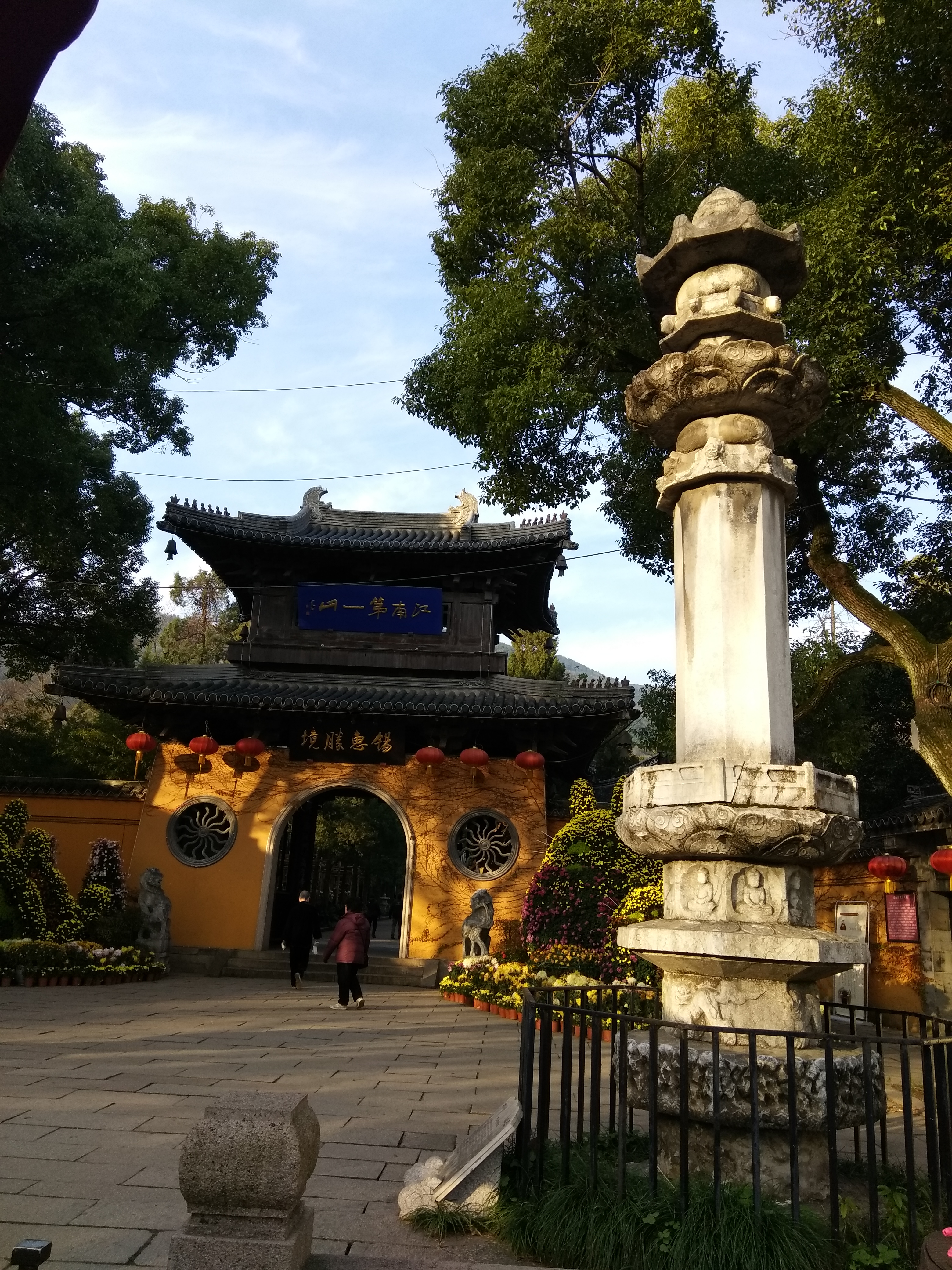
惠山寺石经幢
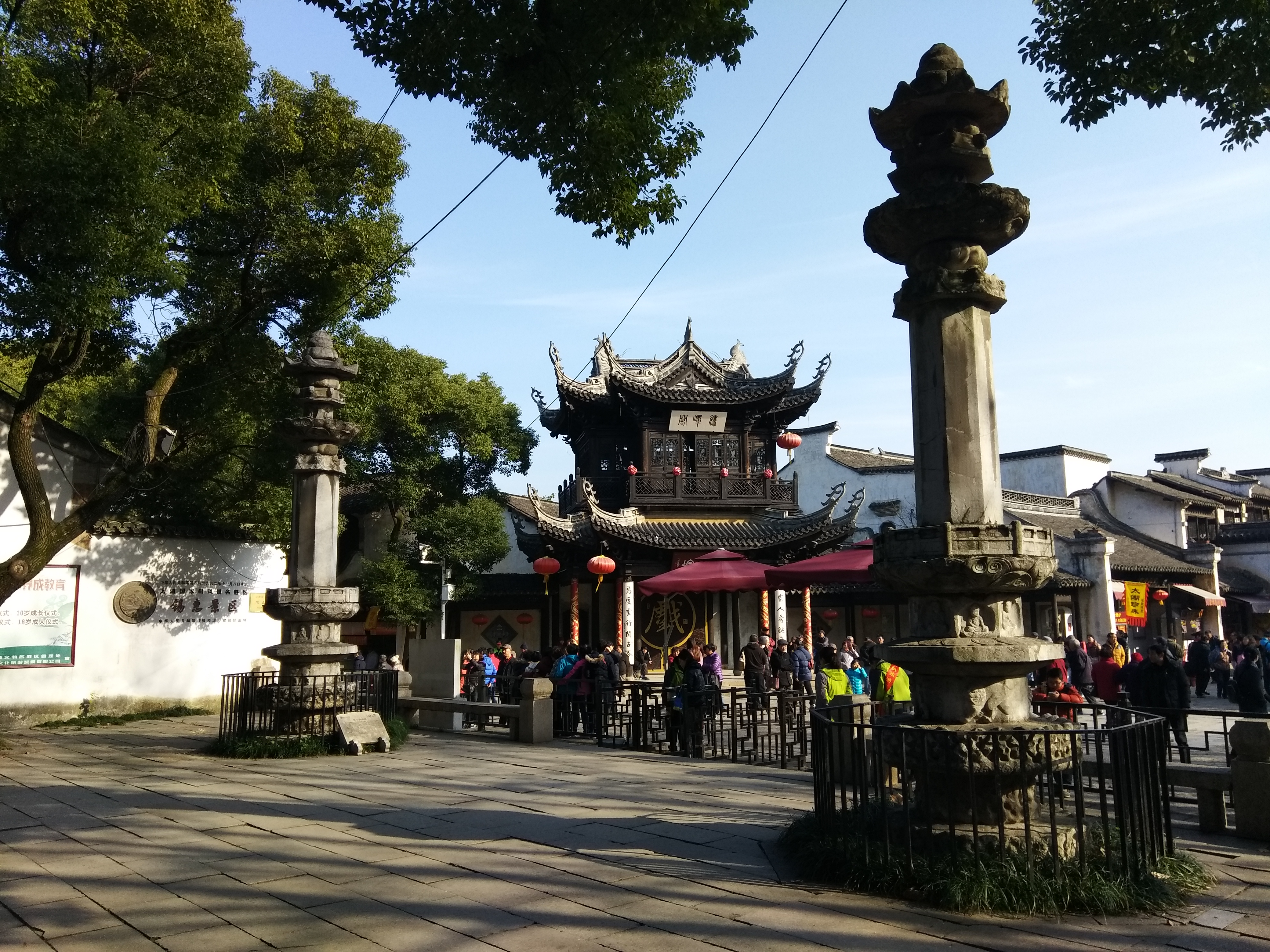
惠山寺石经幢
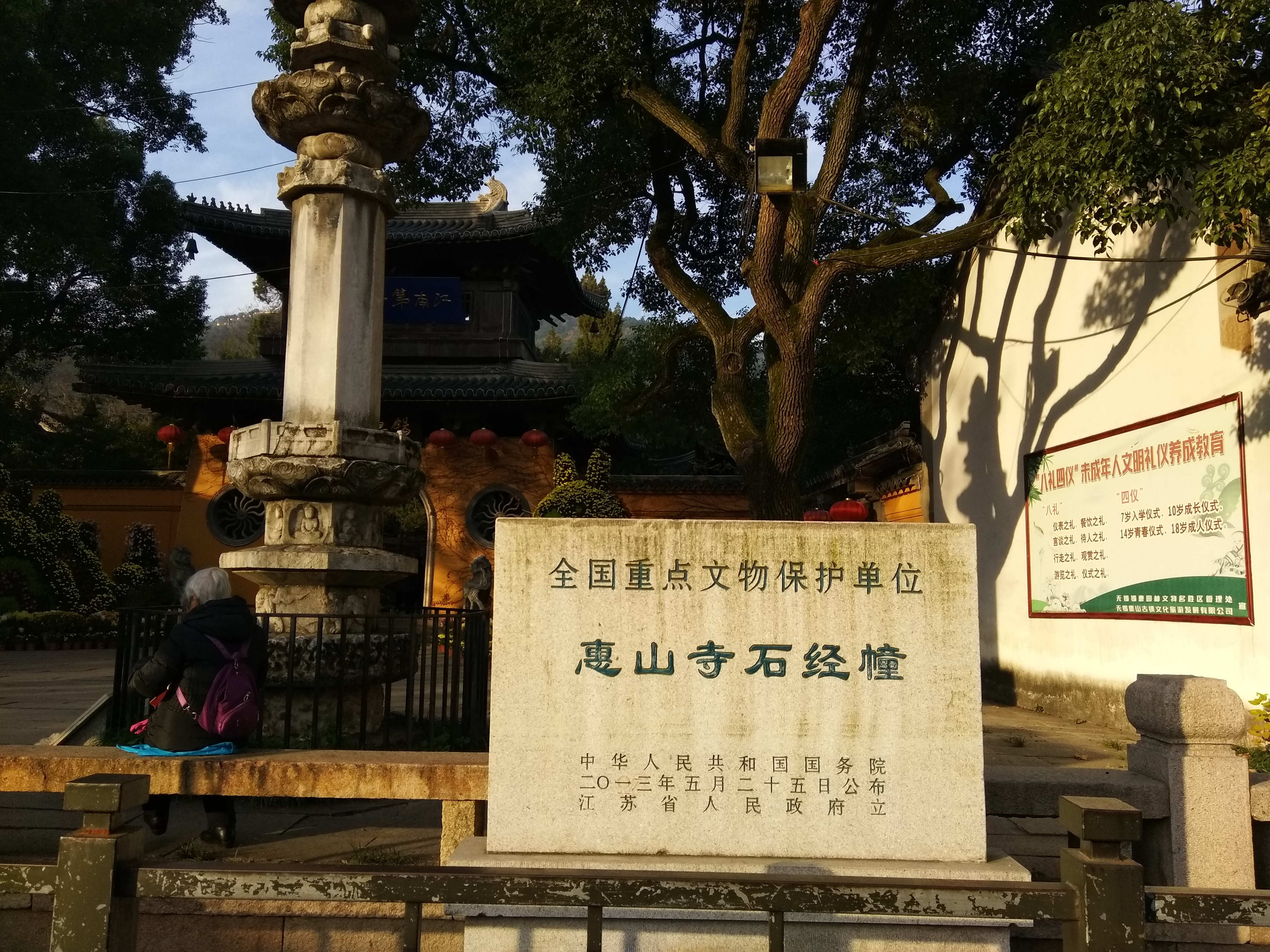
惠山寺石经幢文保碑